# Mirosław Minkina (profesor)
Mirosław Jan Minkina – polski wykładowca akademicki, profesor nauk społecznych, specjalizujący się w problematyce służb specjalnych i bezpieczeństwa międzynarodowego, ze szczególnym uwzględnieniem polityki zagranicznej i bezpieczeństwa Federacji Rosyjskiej. Od 2020 r. pełni funkcję Rektora Uniwersytetu w Siedlcach.

## Życiorys
W 1989 r. ukończył studia pedagogiczne w Wojskowej Akademii Politycznej im. Feliksa Dzierżyńskiego. W 1993 r. uzyskał dyplom Studiów Podyplomowych Służby Zagranicznej w Polskim Instytucie Spraw Międzynarodowych. Jest absolwentem Institut Superieur de Formation Continue D’Etterbeek w Brukseli. Pełnił służbę wojskową na różnych stanowiskach dowódczych i sztabowych. W latach 1995–1999 wykonywał obowiązki pierwszego sekretarza w Ambasadzie RP w Brukseli, a następnie w Stałym Przedstawicielstwie RP przy NATO i Unii Zachodnioeuropejskiej (UZE), reprezentował Przedstawicielstwo w Komitecie Przeglądu Obronnego (Defence Review Committee), Polityczno-Wojskowym Komitecie Sterującym (Political-Military Steering Committe), Roboczej Grupie Wykonawczej (Executive Working Group) oraz Grupie Koordynacji Polityki (Policy Coordination Group). W 2002 roku uzyskał stopień naukowy doktora na podstawie dorobku naukowego i rozprawy pt. „Problemy bezpieczeństwa w świetle nowej koncepcji strategicznej NATO” na Wydziale Strategiczno-Obronnym Akademii Obrony Narodowej. W 2013 roku otrzymał w oparciu o dorobek naukowy oraz rozprawę habilitacyjną nt. „Wywiad w państwie współczesnym” stopień doktora habilitowanego w dziedzinie nauk społecznych w dyscyplinie nauki o bezpieczeństwie na Wydziale Bezpieczeństwa Narodowego Akademii Obrony Narodowej. W 2020 r. otrzymał tytuł profesora nauk społecznych. W latach 2012–2016 pełnił funkcję Dyrektora Instytutu Nauk Społecznych i Bezpieczeństwa Uniwersytetu Przyrodniczo-Humanistycznego w Siedlcach. W latach 2013–2019 kierował Zakładem Bezpieczeństwa Międzynarodowego i Studiów Strategicznych w tym Instytucie. W latach 2016–2020 pełnił funkcję prorektora ds. nauki Uniwersytetu Przyrodniczo-Humanistycznego w Siedlcach. Od 2020 r. kieruje Zespołem Badań Strategicznych Wymiarów Bezpieczeństwa Międzynarodowego. Studium teoretyczno-empiryczne w Instytucie Nauk o Bezpieczeństwie UPH. W 2020 został wybrany na rektora Uniwersytetu w Siedlcach. W 2024 uzyskał reelekcję.
W pracy naukowej koncentruje się na problematyce bezpieczeństwa międzynarodowego, roli Federacji Rosyjskiej, NATO i Unii Europejskiej w systemie międzynarodowym. Stworzył podstawy teoretyczno-metodologiczne badań nad służbami specjalnymi, ze szczególnym uwzględnieniem współczesnego wywiadu i kontrwywiadu.
Jest autorem 9 monografii, 80 artykułów naukowych, w czasopismach krajowych i zagranicznych, współautorem prac analityczno-badawczych.
Wypromował 6 doktorów. Jest autorem recenzji w postępowaniach o nadanie stopnia doktora i doktora habilitowanego oraz w postępowaniach o nadanie tytułu profesora.
Jest członkiem European Association for Security i Polskiego Towarzystwa Nauk o Bezpieczeństwie.
W kwietniu 2025 roku Ministerstwo Nauki i Szkolnictwa Wyższego wszczęło postępowanie o korupcję, mobbing i molestowanie seksualne na podstawie jego ujawnionych wiadomości do podwładnych. 4 czerwca tegoż roku został powołany w skład Siedleckiej Rady Biznesu.

## Odznaczenia i wyróżnienia
Odznaczony Srebrnym i Złotym Krzyżem Zasługi; Medalem Komisji Edukacji Narodowej; Brązowym, Srebrnym i Złotym Medalem „Za Zasługi dla Obronności Kraju” oraz Medalem „Za Zasługi dla Siedleckiej Uczelni”.

## Publikacje

### Monografie
- (2018) Kolorowe rewolucje w przestrzeni poradzieckiej. Geneza, istota, skutki[14]
- (2017) Rosja-Zachód: walka o wpływy[15]
- (2016) FSB. Gwardia Kremla[16]
- (2016) Imperialna gra Rosji[17]
- (2015) Kłamstwo i podstęp we współczesnym świecie[18]
- (2014) Sztuka wywiadu w państwie współczesnym[19]
- (2012) Wywiad Federacji Rosyjskiej[20]
- (2011) Wywiad w państwie współczesnym[21]
- (2010) Stosunki wojskowo-polityczne NATO – Unia Europejska[22]